# Заславский уезд
Засла́вский (Изясла́вский) уе́зд — административная единица в составе Волынской губернии Российской империи, существовавшая c 1795 года по 1923 год. Административный центр — город Заславль.

## История
Уезд образован в 1795 году в составе Волынского наместничества. В 1797 году уезд вошёл в состав Волынской губернии. В 1923 году уезд был расформирован, на его территории образован Изяславский район Шепетовского округа.

## Население
По переписи 1897 года население уезда составляло 208 742 человек, в том числе в городе Заславль — 12 611 жит.

### Национальный состав
Национальный состав по переписи 1897 года:
- украинцы (малороссы) — 160 449 чел. (76,9 %),
- евреи — 27 713 чел. (13,3 %),
- поляки — 14 608 чел. (7,0 %),
- русские (великороссы) — 3661 чел. (1,8 %),

## Административное деление
В 1913 году в состав уезда входило 16 волостей: 
| №   | волость               | административный центр |
| --- | --------------------- | ---------------------- |
| 1.  | Антонинская волость   | с. Антонины            |
| 2.  | Бутовецкая волость    | с. Бутовцы             |
| 3.  | Белогородская волость | м. Белогородка         |
| 4.  | Грицевская волость    | м. Грицев              |
| 5.  | Жуковская волость     | с. Жуков               |
| 6.  | Заславльская волость  | г. Заславль            |
| 7.  | Лабунская волость     | м. Лабунь              |
| 8.  | Михновская волость    | с. Михнов              |
| 9.  | Новосельская волость  | с. Новое Село          |
| 10. | Славутская волость    | м. Славута             |
| 11. | Судилковская волость  | м. Судилков            |
| 12. | Сульжинская волость   | с. Сульжин             |
| 13. | Тернавская волость    | с. Тернавка            |
| 14. | Хоровецкая волость    | с. Хоровец             |
| 15. | Хролинская волость    | с. Хролины             |
| 16. | Шепетовская волость   | м. Шепетовка           |